# Jan Stella-Sawicki
Jan Stella-Sawicki ps. „Pułkownik Struś” (ur. 24 lutego 1831 w Szawlach, zm. 29 sierpnia 1911 we Lwowie) – polski oficer, działacz niepodległościowy, lekarz z tytułem doktora, działacz społeczny.

## Życiorys

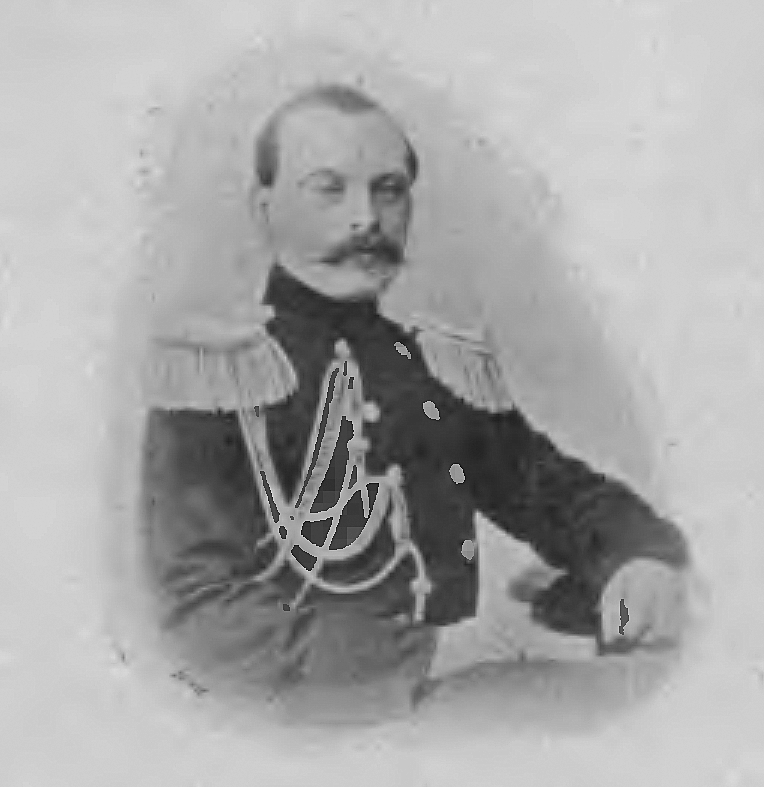
Jan Stella-Sawicki jako oficer

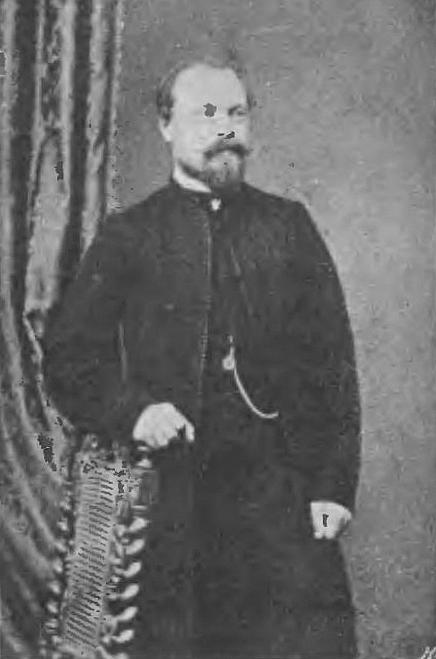
Jan Stella-Sawicki (przed 1910)

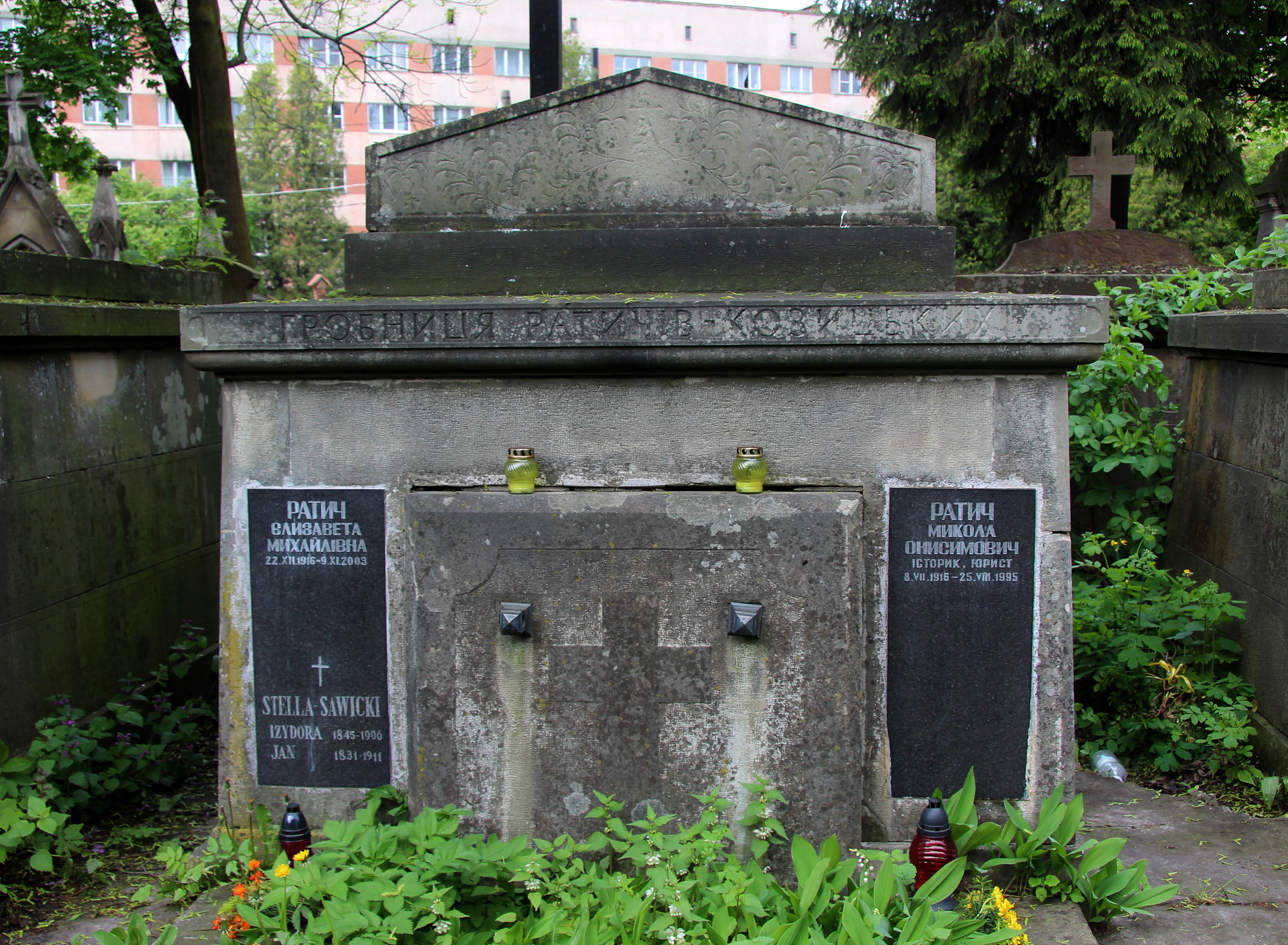
Grobowiec Jana Stella-Sawickiego

Urodził się w 1831 w Szawlach na Żmudzi i tam spędził dzieciństwo. Po IV klasie gimnazjalnej podjął służbę w „pułku szlacheckim” szkoły kadetów Armii Imperium Rosyjskiego. W wieku 18 lat w 1849 odbył kampanię węgierską jako oficer pułku grenadierskiego w lejbgwardii. W stopniu podporucznika wstąpił do Akademii Wojennej Sztabu Generalnego w Petersburgu, którą ukończył w stopniu sztabskapitana. W 1856 został mianowany na stopień podpułkownika sztabu generalnego. Służył w krajach zachodniej Europy (Niemcy, Włochy, Francja, Hiszpania, Anglia) oraz w Afryce Północnej. W 1858 został szefem sztabu I dywizji kawaleryjskiej w guberni kowieńskiej, a w 1861 został szefem sztabu III dywizji kawaleryjskiej w Kownie. W wieku 28 lat został mianowany pułkownikiem. W 1862 został powołany do ministerstwa wojny. Za udział w bankiecie na cześć Władysława Syrokomli został odwołany do Petersburga. 
Po wybuchu powstania styczniowego 1863 wystąpił z armii rosyjskiej i dokonał przejścia na stronę polskich powstańców. Początkowo służył jako szeregowiec w oddziałach Komorowskiego, po czym został naczelnikiem (szefem) sztabu gen. Edmunda Różyckiego (znajomego ze służby w armii rosyjskiej), zaś dla uchronienia swej rodziny przed prześladowaniami przyjął pseudonim „Struś”. Później organizował wojska powstańcze na obszarze Galicji. Po upadku powstania przebywał na emigracji. W Szwajcarii pracował jako nauczyciel prywatny, korespondent czasopism. Był sekretarzem Towarzystwa Wzajemnej Pomocy Polaków w Genewie.
Po uzyskaniu obywatelstwa szwajcarskiego udał się w 1865 do Galicji, gdzie został aresztowany, a następnie wydalony. Wyjechał do Francji. Na emigracji utrzymywał się z dochodów uzyskiwanych z korespondencji wysyłanych do publikacji w „Gazecie Narodowej”. Wówczas podjął studia medyczne, które prowadził przez 3,5 roku na uniwersytecie w Strasbourgu uzyskując stopień doktora medycyny i chirurgii w 1870. Podczas wojny francusko-pruskiej prowadził w Strasburgu ambulans dla rannych, przetrwał oblężenie tego miasta. Następnie przeniósł się do Szwajcarii, przebywał w Genewie i prowadził praktykę lekarską. Później przebywał jeszcze w Wiedniu. Dzięki pomocy Franciszka Smolki w 1871 uzyskał pozwolenie na powrót do Galicji, po czym przeniósł się do Lwowa. 
Uzyskał nostryfikację dyplomu po tym jak zdał egzamin lekarskim na Uniwersytecie Jagiellońskim. Był praktykantem, sekundariuszem w szpitalu powszechnym we Lwowie od 1871. Od 1873 przez 33 lata pracował jako inspektor szpitali krajowych we Lwowie. Od 1891 był radcą. Był autorem raportu o stanie szpitali powszechnych w Galicji za rok 1874. Na początku 1906 odszedł ze służby krajowej po 35 latach pracy. Za swoją działalność otrzymał tytuły honorowego obywatelstwa miast Żółkwi i Jasła.
Działał także na polu politycznym i społecznym. We Lwowie w 1893 był przewodniczącym przedwyborczego Towarzystwa Właścicieli Realności. W 1908 został członkiem wydziału i zasiadł w komisji kontrolującej Towarzystwa Miłosierdzia „Opatrzność” we Lwowie, utrzymującego „Dom Pracy” w tym mieście, stanowiący przytułek dla ubogich. Był propagatorem zaprzestania importu do Galicji zagranicznych roślin i ziół leczniczych oraz umożliwienia zarobku w tej dziedzinie wytwórcom z polskiej wsi (prócz niego lobbowała także Anna Działyńska).
Publikował prace zarówno w dziedzinie medyczno-lekarskiej jak też opisujące podróże oraz wspomnieniowe. Dokonał także przekładów prac z języka rosyjskiego, czeskiego i francuskiego.
Zmarł 29 sierpnia 1911 we Lwowie. Został pochowany na Cmentarzu Łyczakowskim we Lwowie.
Inny Jan Stella-Sawicki żył w latach 1912-1984. ur. we Lwowie, oficer Wojska Polskiego, zm. w Krakowie.

## Publikacje
| Medyczne - Les eaux minérales en Pologne (1870) - Leczenie żylaków (1872) - Stan szpitali powszechnych w Galicji (1873) - Tablica śmiertelności w Galicji według powiatów z uwzględnieniem cholery (1876) - Jak powinna być urządzona pralnia szpitalna (1877) - Stan obecny spraw zdrowotnych w Galicji z okresu autonomicznego (1877) - Magnetyzm zwierzęcy i jasnowidzenie (1879) - Statystyka oddziału chirurgicznego w szpitalu lwowskim (1883) - O przerództwie ustrojów zwierzęcych (1883) - Domowy poradnik lekarski (1883), (wyd. 2 powiększ. 1888) - Pielęgnowanie zdrowia (1887) - Walka z mikrobami (1890) |  | Inna tematyka - Obrazy wszechświata. Astronomia i geologia popularna (1872) - Świat drobnowidowy (1876) - Podróż do Hiszpanii (1877) - Rady dla młodych mężatek (1877) - Algieria (1877) - Pamiętniki pułkownika Strusia (1890) - Czerstwa starość, czyli: jak zachowa zdrowie do późnego wieku (1901) - Galicja w powstaniu styczniowym (1909) - Moje wspomnienia (1831–1910, Rosja – Polska – Francja) (ok. 1921, red. Eugeniusz Barwiński) |